# Микулов (Теплице)
Микулов (чеш. Mikulov) је насељено мјесто са административним статусом сеоске општине (чеш. obec) у округу Теплице, у Устечком крају, Чешка Република.

## Становништво
Према подацима о броју становника из 2014. године насеље је имало 231 становника.